# Franco Foda
Franco Foda (Mainz, 23 april 1966) is een Duits voetbalcoach en voormalig voetballer. 

## Spelersloopbaan
Foda speelde als verdediger en won met zowel 1. FC Kaiserslautern (1990) als met Bayer 04 Leverkusen (1993) de DFB-Pokal. Met zijn laatste club, het Oostenrijkse SK Sturm Graz, werd hij in 1998 en 1999 Oostenrijks kampioen en won hij in 1999 de beker en supercup.

## Interlandloopbaan
In de herfst van 1987 ging hij met het Duits voetbalelftal mee op een oefentrip naar Zuid-Amerika en speelde in twee vriendschappelijke interlands tegen Brazilië en Argentinië.

## Trainersloopbaan
Bij SK Sturm Graz begon hij zijn trainersloopbaan. Hij was lang actief voor de club won in 2010 als trainer de Oostenrijkse Bundesliga en de beker. In het seizoen 2012/13 trainde hij zijn eerste club 1. FC Kaiserslautern die naar de 2. Bundesliga gedegradeerd was. Toen hij niet wist te promoveren werd hij ontslagen. Na een nieuwe periode als trainer van Sturm Graz, werd Foda in 2017 aangesteld als bondscoach van Oostenrijk. Met Oostenrijk plaatste hij zich voor het Europees kampioenschap voetbal 2020. Nadat Oostenrijk het Wereldkampioenschap voetbal 2022 misliep, stapte hij eind maart 2022 op.